# Deutsch-Israelische Schulbuchkommission
Eine Deutsch-Israelische Schulbuchkommission (DISBK) (hebräisch הוועדה הישראלית-גרמנית לחקר ספרי לימוד, englisch German-Israeli Textbook Commission) setzt sich aus israelischen und deutschen Fachleuten zusammen und verfolgt in der Regel das Ziel, Darstellungen in Bildungsmedien Deutschlands und Israels zu analysieren und durch das Stellen von gemeinsamen Empfehlungen zu Korrekturen anzuregen. Auch andere gemeinsame Projekte wie etwa die eigene Produktion von (Online-)Bildungsmedien können von einer DISBK verfolgt werden.

## Geschichte
Mehrere binationale Schulbuchkommissionen waren historisch oder sind aktuell auf jeweils deutscher Seite beim Georg-Eckert-Institut (GEI) angesiedelt. Eine erste am GEI verankerte deutsch-israelische Schulbuchkommission gründete sich 1981 und legte 1985 sowohl in deutscher als auch hebräischer Sprache ihre Empfehlungen für eine Verbesserung von Darstellungen jüdischer Geschichte und Israels in deutschen Schulbüchern, sowie Darstellungen Deutschlands in israelischen Schulbüchern vor. Auf israelischer Seite war dabei u. a. Historiker Chaim Schatzker, ab 1984 Geschichtsprofessor an der Universität Haifa, beteiligt. Daraufhin publizierten in den folgenden zwei-einhalb Jahrzehnten ehemalige Kommissionsmitglieder eigene Studien oder organisierten Tagungen zur Thematik, ohne dass eine formelle DISBK fortbestanden hätte.
Angeregt durch den Gesandten des Staates Israel in Deutschland, Ilan Mor, im Jahr 2009, kam es in der Folge zu Sondierungsgesprächen beider Länder und so wurden auf deutscher Seite das GEI und auf israelischer Seite das MOFET-Institut mit der Koordination einer ab 2010 neu konstituierten DISBK beauftragt. Dabei wurden erstmals auch die Fächer Sozialkunde und Politik, sowie Schulbücher höherer Klassenstufen in die Analyse mit einbezogen. Die Leitung der Arbeitsgruppen auf israelischer Seite übernahmen die Fachinspektoren des Jerusalemer Erziehungsministeriums Dalia Fenig, Michael Yaron, Orna Katz-Atar, Adar Cohen und Yael Goron. Auf deutscher Seite übernahmen die Arbeitsgruppenleitung der Geschichtsdidaktiker Alfons Kenkmann, die Geographin Ute Wardenga und der Fachdidaktiker für Sozialwissenschaften Wolfgang Sander. Historiker Dan Diner, Direktor des Leipziger Simon-Dubnow-Instituts und Professor für Geschichte an der Hebräischen Universität Jerusalem, wurde als wissenschaftlicher Berater gewonnen. Die Direktorinnen der beiden beteiligten Institute in Braunschweig und Tel Aviv, Historikerin Simone Lässig und Bildungswissenschaftlerin Michal Golan, übernahmen die Gesamtleitung der DISBK, während der Erziehungswissenschaftler Arie Kizel und der Historiker und Israelwissenschaftler Dirk Sadowski die wissenschaftliche Koordination ausübten. Im Jahr 2015 wurden die gemeinsamen Deutsch-israelischen Schulbuchempfehlungen publiziert, welche 2017 in zweiter veränderter Auflage erschienen und auch als Open-Access-Publikation online abrufbar sind.
Nach 2015 wurde die Arbeit der DISBK mit einem Fokus auf die Erstellung gemeinsamer digitaler Lernmodule fortgeführt, wobei die Kooperation mit dem MOFET-Institut Ende des Jahres 2015 auslief. Daraufhin wurde mit dem Matach-Zentrum ein neuer Kooperationspartner gewonnen, während das Auswärtige Amt diese zweite Projektphase der DISBK finanziert. Seit dem Fortgang von Simone Lässig ans DHI Washington hat der Historiker Eckhardt Fuchs die Leitung der DISBK auf deutscher Seite übernommen.